# Hifuyo Uchida
Hifuyo Uchida (内田 一二四 Uchida Hifuyo?) fue un futbolista japonés que se desempeñaba como delantero.
Uchida fue elegido para integrar la selección nacional de Japón para los Juegos del Lejano Oriente de 1925. En 1925, Uchida jugó 2 veces para la selección de fútbol de Japón.

## Trayectoria

### Clubes
| Club                          | País  | Año  |
| ----------------------------- | ----- | ---- |
| Universidad de Kwansei Gakuin | Japón | ???? |

### Selección nacional
| Selección | País  | Año  |
| --------- | ----- | ---- |
| Absoluta  | Japón | 1925 |

## Estadística de equipo nacional
| Selección de Japón | Selección de Japón | Selección de Japón |
| Año                | Part.              | Goles              |
| ------------------ | ------------------ | ------------------ |
| 1925               | 2                  | 0                  |
| Total              | 2                  | 0                  |